# Johann Puch
Johann Puch (język słoweński: Janez Puh; ur. 27 czerwca 1862 w Juršinci, w pobliżu Ptuju, zm. 19 lipca 1914 w Zagrzebiu) – słoweński mechanik i wynalazca. 

## Życiorys
Zyskał sławę jako jeden z najbardziej znanych producentów pojazdów samochodowych w Europie. Ukończył szkołę zawodową zdobywając zawód ślusarza, było to jego jedyne formalne wykształcenie. Większość życia spędził w wielokulturowej wówczas Styrii.
W 1885 roku przeprowadził się do Grazu (obecnie w Austrii), gdzie w roku 1891 rozpoczął produkcję rowerów, które sam sprzedawał na rynku lokalnym, a także eksportował je do Anglii i Francji. Odniesiony sukces pozwolił mu w 1899 uruchomić własną firmę, pod nazwą "Erste steiermärkische Fahrrad-Fabriks-AG" (Pierwsza Styryjska Firma Rowerowa).
W 1903 roku firma Pucha rozpoczęła produkcję motocykli, a rok później również samochodów. W 1912 roku fabryka Pucha zatrudniała 1100 robotników i produkowała 300 samochodów, 300 motocykli i 16 000 rowerów rocznie. Puch przeszedł na emeryturę w roku 1912, pozostał jednak honorowym prezesem firmy.
Do roku 1914 Puch produkował 21 różnych typów samochodów, także ciężarowych, autobusów oraz samochodów wojskowych i specjalnych, w tym limuzyn dla rodziny Habsburgów oraz pojazdów na zamówienie armii Austro-Węgier podczas I wojny światowej.
Samochody i motocykle konstrukcji Pucha zwyciężały w wyścigach i rajdach samochodowych w całej Europie, rozsławiając w ten sposób firmę ich twórcy.
Tradycje firmy Pucha współcześnie kontynuuje firma Steyr-Daimler-Puch z siedzibą w Grazu i Wiedniu. 
Puch na potrzeby swoich konstrukcji dokonał licznych wynalazków, na ponad 35 z nich uzyskał urzędowe patenty.